# أذن الفأر الخنجري
أذن الفأر الخنجري (الاسم العلمي:Myosotis sicula) هو نوع من النباتات يتبع جنس أذن الفأر من الفصيلة الحمحمية.